# Sedum grandyi
Sedum grandyi är en fetbladsväxtart som beskrevs av R.-hamet. Sedum grandyi ingår i Fetknoppssläktet som ingår i familjen fetbladsväxter. Inga underarter finns listade i Catalogue of Life.